# Pullurosi
La Pullurosi anche conosciuta come Diarrea bianca dei pulcini o Diarrea bacillare bianca (BWD) è una forma di salmonellosi aviare, un tempo ritenuta flagello della avicoltura mondiale fino agli anni novanta, mentre attualmente è ritenuto un problema minore. È una malattia con obbligo di denuncia secondo il Regolamento di Polizia Veterinaria.

## Epidemiologia e storia
L'agente eziologico, una salmonella, fu associato per la prima volta alla malattia da Rettger nel 1899, mentre il ciclo della malattia fu definitivamente reso chiaro attorno al 1930.
La pullurosi ha una distribuzione globale, anche se è ormai rara negli allevamenti avicoli dell'Europa occidentale e degli altri paesi più sviluppati.

## Eziologia
L'agente eziologico della pullurosi è il sierotipo Pullorum di Salmonella enterica subsp. enterica, batterio Gram-negativo, non sporigeno e non mobile della famiglia delle Enterobacteriaceae.
L'ospite naturale è rappresentato dal pollo, ma sono stati descritti dei casi anche in altri avicoli quali tacchino, fagiano, faraona, quaglia. Maggiormente interessati sono i soggetti giovani (con mortalità limitata ai pulcini di 2-3 settimane), in misura minore i broiler e raramente gli adulti.
Rari casi di pullorosi nell'uomo sono causati dall'ingestione di cibo altamente contaminato o indotti da challenge sperimentali.
L'uccello infetto è il mezzo di diffusione più importante e la trasmissione può avvenire in diversi modi:
- trasmissione verticale (via transovarica): il batterio localizzato nelle gonadi delle femmine portatrici croniche è in grado di passare nell'uovo. Una gallina infetta con S. Pullorum può arrivare a deporre fino al 33% di uova infette sul totale.
- trasmissione orizzontale: lo stretto contatto tra i pulcini in incubatrice o il momento del sessaggio, rappresenta un'importante mezzo di trasmissione.  Anche le feci dei soggetti infetti sono una fonte di S. Pullorum, pertanto il cibo, l'acqua e la lettiera, nonché gli operatori, possono tutti essere contaminati e trasportare la malattia da un allevamento a un altro. Possono ricoprire lo stesso ruolo di vettori meccanici anche i camion per il trasporto e animali selvatici.

## Patogenesi
La Salmonella penetra le difese dell'ospite, si localizza e replica all'interno del sistema reticolo-endoteliale.

## Anatomia patologica
- Lesioni macroscopiche:
  - Nel pulcino
    - Epato- e splenomegalia
    - Colorazione brunastra del fegato
    - Peritonite
    - Stampi caseosi a livello dei ciechi, tiflite
    - Aree necrotiche nel fegato
    - Granulomi a livello di polmone, miocardio e stomaco muscolare

  - Nel broiler
    - Artrosinoviti, con articolazioni rigonfie ed essudato giallastro
    - Aree necrotiche nel fegato
    - Granulomi nel fegato

  - Nell'adulto
    - femmina: lesioni all'ovaio, follicoli irregolari e peduncolati, contenuto sodo e caseoso
    - maschio: lesioni ascessuali ai testicoli
    - Granulomi a miocardio e pericardio
- Micro

## Clinica

### Segni e sintomi
In alcuni casi, soggetti con pullurosi possono non manifestare segni clinici.
In presenza di uova infette è possibile riscontrare mortalità embrionaria e conseguente calo nella schiusa. Qualora nascessero, i pulcini sarebbero disvitali e andrebbero incontro a morte nel giro di poco.
Nei pulcini che contraggono la malattia dopo la schiusa i principali segni clinici sono letargia, carenza di appetito, ridotta crescita e una tipica diarrea fluida biancastra che imbratta la cloaca di materiale cretaceo biancastro. In queste situazioni, i pulcini tendono ad ammassarsi nei pressi di fonti di calore, favorendo anche la trasmissione del batterio.
Nei pulcini e nei tacchinotti si nota anche la presenza di lesioni infiammatorie a carico delle articolazioni, che causano zoppia.
In questi casi la morte incorre tra la seconda o terza settimana di vita.

### Esami di laboratorio e strumentali
- Esame necroscopico
- Isolamento di Salmonella
- Esami sierologici
  - Sieroagglutinazione rapida
  - Sieroagglutinazione lenta
  - Emoagglutinazione rapida
  - ELISA (possibilità di "cross" reazione con altre salmonelle)

La differenziazione tra S. pullorum e S. gallinarum è possibile tramite prove biochimiche, in quanto la prima decarbossila la carnitina e la seconda no, mentre non è capace di fermentare il maltosio.

### Diagnosi differenziale
Altre Salmonellosi aviarie come: 
- Paratifosi
- Arizonosi: colpisce solo il tacchino
- Tifosi aviare: colpisce generalmente soggetti adulti o in accrescimento.

### Diagnosi precoce
- Emoagglutinazione rapida (HA)
- Sieroagglutinazione rapida (SA)

## Trattamento

### Farmacologico
Qualsiasi terapia non elimina l'infezione, ma può soltanto contribuire a controllare la mortalità. Non andrebbe quindi praticata per evitare di generare soggetti portatori e focolai persistenti di malattia sul territorio.

### Prognosi
La mortalità nei pulcini è generalmente elevata e può arrivare alla totalità del gruppo.

## Prevenzione
La vaccinazione non è disponibile.
I piani di eradicazione in caso di salmonellosi vanno imperniati sul modello "Top-Down", ossia eliminazione dei soggetti positivi a Salmonella fin dalle linee parentali fin a livello di allevamento finale; sull'aumento delle misure di biosicurezza degli allevamenti e dei mangimifici; sull'igiene e monitoraggio degli incubatoi.